# Le Relais (entreprise)
Pour les articles homonymes, voir Le Relais.
Le Relais est une société coopérative et participative (Scop) regroupant des entreprises à but socio-économique vouées à la collecte, le réemploi et le recyclage du textile et de la petite maroquinerie. Créé en 1984 par le Père Léon et Pierre Duponchel, il fait partie de la branche « économie sociale et solidaire » du mouvement Emmaüs. En France, avec ses dizaines de milliers conteneurs pour dons, il est le leader de la collecte textile.

## Histoire
En 1984, la communauté Emmaüs de Bruay-la-Buissière, Pierre Duponchel et le Père Léon de la communauté d'Emmaüs, décident de créer Le Relais, une association d'insertion par l'activité économique, spécialisée dans le recyclage textile. Le Relais voit le jour par la reprise d'une usine de peinture en faillite Lyd France.
En 2009, Le Relais se voit décerner le prix de l'entreprise sociale de l'année par le Boston Consulting Group (BCG).
En juillet 2025, Le Relais appelle à ne plus déposer de vêtements dans ses bennes, à cause de son manque de moyens. Il lui est alloué 150 € pour traiter une tonne de vêtements. Le Relais en demande 300 € la tonne, alors que Refashion, l'éco-organisme collecteur de la taxe de recyclage du textile, ne lui en propose que 192 €. Pour protester contre cette situation, Le Relais a organisé le 15 juillet 2025 des opérations coup de poing en province, en déposant des tonnes de vêtements devant des magasins Kiabi et Décathlon,.

## Solidaire
Le Relais, partie de la branche « économie sociale et solidaire » du mouvement Emmaüs, est une société coopérative et participative (Scop) avec un mode de gouvernance à but social. Cela se traduit par :
- l'emploi de personnes en grande exclusion (c'est le but de l'entreprise). Le Relais accueille 40 % de contrats d'insertion ;

- un plafonnement des salaires (rapport maximum de un à trois entre les employés et le PDG) ;

- des bénéfices répartis à parts égales entre tous les salariés.

Les objectifs de l'entreprise doivent répondre à un double objectif, conciliant emploi et rentabilité.

## Commercial

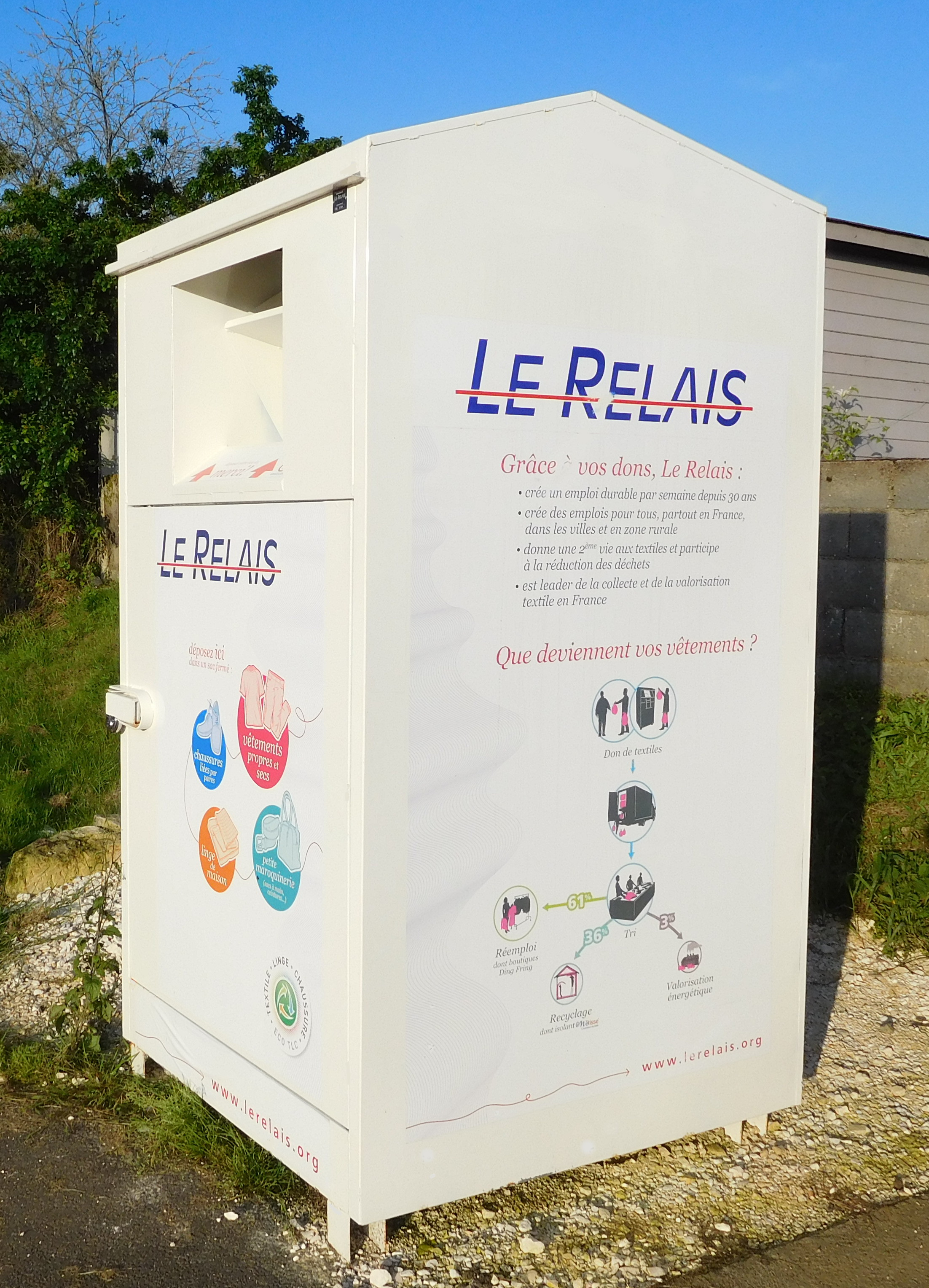
Un conteneur Le Relais en France.

En 2019, Le Relais possède environ 22 000 conteneurs en France pour le don de vêtement et se positionne en tête de la collecte textile française. Avec plus de 3000 salariés, la coopérative réalise un chiffre d'affaires de 110 millions d'euros. Les vêtements collectés sont triés selon différents critères puis revendus : 
- 6 % dans une des soixante-dix boutiques Ding Fring[10] du groupe[11],[12],[13],[7] ;

- 55 % à l'export (à des grossistes ou aux Relais d'Afrique[13]) ;

- 10 % de chiffons d'essuyage ;

- 26 % de matière première (dont l'isolant thermique et phonique Métisse[14])[15],[16] ;

- 3 % déchets.

Les pièces en moins bon état sont quant à elles revendues à des tiers.

## Antennes en Afrique
Le Relais est présent au Burkina Faso depuis 2002, au Sénégal depuis 2006 et à Madagascar depuis 2008.
Après un premier tri, les vêtements adaptés au climat local y sont envoyés. L'argent collecté est ensuite réinvesti dans des projets de développement locaux :
- production de miel (Burkina Faso)[17],[18] ;

- la culture maraîchère (Sénégal) ;

- le secteur automobile avec la production des voitures Karenjy (Madagascar)[7].

## Concurrence et vol
Avec l'envolée du prix de la tonne de textile triée entre 2007 et 2013 (de 80 à 400 €) et la marge de progression des dons de vêtements en France, l'entreprise doit faire face à plusieurs concurrents répondant également aux appels d'offres des collectivités locales. C'est le cas de Sita (Suez Environnement) et Veolia en France, et SOEX Group (de) en Allemagne.
À Paris, les conteneurs de collecte des sociétés de récupération de textile, dont Le Relais, sont régulièrement la cible de voleurs tentant de récupérer les vêtements et chaussures de marques.